# Голуб сан-томейський
Голуб сан-томейський (Columba malherbii) — вид птахів родини голубових (Columbidae).

## Назва
Вид названо на честь французького натураліста Альфреда Малерба (1804—1865).

## Поширення
Вид поширений на островах Гвінейської затоки: Сан-Томе, Принсіпі (належать державі Сан-Томе і Принсіпі) та Аннобон (Екваторіальна Гвінея). Його природним середовищем існування є субтропічний або тропічний вологий низовинний ліс

## Спосіб життя
Трапляється поодинці, парами або невеликими зграями (до 7 птахів). Живиться насінням та дрібними плодами. Розмножується з листопада по лютий. Гніздо будує з гілочок у кроні дерев. У кладці одне яйце.